# Хайдар (село)
Хайдар (каз. Хайдар, до 2000 г. — Красный Луч, до 2003 г. — Бостандык) — сел в Мактааральском районе Туркестанской области Казахстана. Входит в состав Достыкского сельского округа. Код КАТО — 514435500.

## Население
В 1999 году население села составляло 1330 человек (677 мужчин и 653 женщины). По данным переписи 2009 года, в селе проживало 1740 человек (892 мужчины и 848 женщин).